# Laurita Pacheco
Ruth Laura Pacheco Quisca, más conocida como Laurita Pacheco, es una folclorista y arpista peruana. Ingresó en el libro de los Récords Guinness.

## Biografía
Laurita Pacheco nació en Arequipa el 4 de agosto de 1985 en el distrito de Socabaya.
A los 6 años de edad empezó a tocar el arpa, con gran habilidad. Laurita empezó en el mundo artístico a los 8 años, tocando percusión, timbales y batería las Yamaha dd14. Tocaba a tal punto que empezó a irse de gira a los 10 años con la cantante China María y acompañaba musicalmente en percusión a los artistas que llegaban de Lima a Arequipa. Luego, a los 13 años, comienza a tocar arpa en una peña folklórica en Arequipa: "El paraíso del folklore".
En 1999 llega a Arequipa la famosa caravana Prodisar, cuna artistas folklóricos ahora famosos como Dina Páucar, Sonia Morales, Elmer de la Cruz, Sosimo, etc. Al verla tocar el arpa, se le ocurrió de idea de hacerla grabar para su sello PRODISAR. Luego de dos años más se lanza artísticamente en Lima a partir del programa de música La movida de Janet, conducido por Janet Barboza. Destaca su habilidad para interpretar con el instrumento, cuenta con más de 6 producciones para diferentes sellos discográficos y una producción de cumbia con arpa en vivo.
En 2006 grabó un disco para su gira en algunos locales de los Estados Unidos.

## Récord Guinness
En mayo del 2004, Laurita ingresó en el libro Guinness de Récords por tocar 300 melodías por 24 horas, ininterrumpidamente en el arpa. Previamente, había demostrado también gran habilidad tocando dos arpas al mismo tiempo. El suceso generó expectativa por la prensa extranjera, entre ellos TV Azteca y Telemundo. La hazaña permitió al Congreso de la República ser reconocida por su aporte en la trayectoria en la música vernacular.